# Folkets olympiad
Folkets olympiad (katalanska: Olimpíada Popular, spanska: Olimpiada Popular) var ett planerad internationellt multisportevent i Barcelona 19-26 juli 1936, spelen var en protest mot att de olympiska sommarspelen det året var förlagda till Berlin. 
Valet i Spanien 1936 blev en seger för folkfronten och den vänsterregering som bildades beslöt att bojkotta Berlin-OS och istället anordna ett alternativt OS i Barcelona. Totalt 23 länder hade anmäld runt 6000 deltagare till Folkets olympiad, men arrangemanget fick ställas in i sista stund. Dagen före spelen inledde Spaniens fascister under general Francos ledning en resning för att störta folkfrontsregeringen. Det blev starten på det spanska inbördeskriget. Av de flera tusende som kommit till Barcelona för att deltaga i Folkets olympiad stannade 200 för att kämpa mot Spaniens fascister. De blev de första internationella frivilliga i det spanska inbördeskriget.
Estadi de Montjuïc (nu Estadi Olímpic Lluís Companys) hade ursprungligen byggdes i hopp om att förbättra stadens chanser att vinna arrangörskapet för 1936 års olympiska spel, och byggdes parallellt med flera andra tilltänkta OS-arenor, bland annat simstadion. Tanken var att ha de flesta OS-arenorna färdiga inför IOCs omröstning angående olympisk arrangörsstad, vilken genomfördes i maj 1931. I slutändan stod valet mellan Barcelona och Berlin, som vann med 43-16. Anläggningen blev istället tänkt att användas till Folkets olympiad år 1936, men kom dock till nytta som huvudarena under Olympiska sommarspelen 1992. 